# Noworudzianin
Noworudzianin – lokalny tygodnik społeczno-kulturalny, ukazujący się od 9 listopada 2011 r. do 27 marca 2020 r. na terenie trzech gmin: miasta Nowa Ruda, gminy Nowa Ruda oraz miasta i gminy Radków.

## Opis
Tygodnik Noworudzianin dbał o dobry poziom merytoryczny, rzetelnie informował o wydarzeniach i aktualnościach z życia regionu: Nowej Rudy, Radkowa, pobliskich mniejszych miejscowości. W gazecie znajdowały się artykuły poruszające tematy społeczne i kulturalne; był dział „Noworudzianka” dla kobiet, m.in. przedstawiający sylwetki mieszkanek, z poradami kosmetologa, instruktora fitness; obszerna rubryka sportowa i z rozrywką, przeznaczoną dla dorosłych i dzieci. Dystrybucja tygodnika odbywała się poprzez: punkty sprzedaży Kolporter S.A., Ruch, stacje paliw, prywatne sklepy oraz przez gazeciarzy. Dniem sprzedaży tygodnika był piątek. Od 27.03. do 25.12.2020 r.  ukazywał się w wersji elektronicznej (pdf).